# Dokumentiranje kulturne baštine
Dokumentiranje kulturne baštine jedan je od kritičnih aspekata brige o zbirkama u muzejima i galerijama. Kao ustanova u službi kulturne baštine muzej sabire i čuva ne samo objekte već i uz njih stečenu te naknadno stvorenu dokumentaciju. Dokumentiranje djela kulturne baštine zasnovano je na suradnji svih službi i osoba koje rade na i s baštinom. Voditelji dokumentacije, voditelji zbirki tj. kustosi i konzervatori restauratori svi zajedno doprinose primjerenom dokumentiranju kako predmeta tako i na njima provedenih konzervatorsko restauratorskih zahvata te eventualnih na istima provedenih istraživanja. Dva su glavna tipa dokumentacije koji nastaju u muzeju kao ustanovi: zabilješke vezane uz proces nabave predmeta (inventiranje, dokumentacija o posudbama, itd), te dokumentacija vezana uz istraživanja vezana uz predmet i njegovo povijesno značenje. Primjereno održavanje oba ova tipa dokumentacije od vitalne je važnosti kod čuvanja i zbrinjavanja predmeta kulturne baštine.

## Povijest
Praksa čuvanja i prikupljanja dokumentacije vezane uz kulturnu baštinu počela se razvijati krajem osamnaestog stoljeća. Rana je praksa bila koncipirana jednako praksi u tadašnjim knjižnicama. Sredinom dvadesetog stoljeća javljaju se i prvi programi sustavnog školovanja osoba koje su radile na dokumentiranju baštine, te se razvijaju i prvi standardi na ovom području. No tek u zadnjoj dekadi spomenutog stoljeća kada osobna računala postaju standardna oprema možemo govoriti o suvremenom i zaista sustavno koncipiranom dokumentiranju muzejskih predmeta.

## Tipovi dokumentacije
Sveobuhvatan i temeljito koncipiran zapis o predmetu sadrži brojne raznorodne vrste dokumentacije, te sustavno prati životni put predmeta. U daljnjem tekstu navode se neki temeljni događaji u životu predmeta:

## Dokumenti vezani za ulazak predmeta u muzej
Bilo privremeni ulazak predmeta u muzej bilo ulaz u svrhu trajnog ulaska predmeta u sastav muzejskih zbirki uključuje obimnu i detaljnu sustavno vođenu dokumentaciju.

## Knjiga inventara
Stvaranje i održavanje pouzdane i aktualne knjige inventara najbitniji je postupak vezan uz bilo koju instituciju koja se bavi prikupljanjem predmeta kulturne baštine.

## Posudbe i izlaganje
Najvažniji drugi događaji vezani uz životni put predmeta kulturne baštine su posudbe i izlaganje u drugim institucijama te također zahtijevaju standardizirane postupke dokumentiranja.

## Konzervatorski zahvati
Dokumentiranje konzerviranja i restauriranja kulturno povijesne baštine jedan je od ključnih elemenata upravljanja zbirkama. Postoji dokumentacija koja prethodi zahvatima na objektu, poput ponuda za zahvat, te rezultata pregleda objekta, kao i dokumentacija vezana uz stanje predmeta prije, tijekom i nakon zahvata. Kako bi utvrdili prioritete vezane uz sam zahvat, te definiranja idealnog stanja predmeta konzervatori restauratori konzultiraju kulturno povijesna istraživanja te provodi i dokumentira fizički pregled konkretnog objekta. Spomenuti pregled koristan je kod određenja sastava materijala od kojih je objekt sačinjen, kao i uzroka njegovog propadanja. U slučaju da su navedene stvari ispravno i sustavno dokumentirane imamo kvalitetne izvore podataka koji će biti od pomoći kod eventualnog budućeg zahvata na objektu.
Ponude za restauriranje pak dokumentiraju planirani tijek i ciljeve zahvata. Prije nego bilo kakav zahvat krene u realizaciju predmet se obavezno detaljno snima kako bi stanje objekta prije zahvata bilo sustavno i kvalitetno definirano.

## Dokumentacija voditelja zbirke
Dokumentacija koja definira povijesno umjetnički kontekst, te značenje objekta važna je za istraživačke svrhe. Tipično kustosi vode ova istraživanja te pohranjuju svoje bilješke u dokumente vezane za određeni muzejski predmet. Spomenuti se dokumenti često i publiciraju, kako bi se unaprijedilo znanja o raznorodnim povijesno umjetničkim subjektima. Mnogi stručnjaci za zbirke imaju koristi od stvaranja i održavanja dobro organizirane povijesno umjetničke dokumentacije te istraživačkih podataka. Konzervatori restauratori mogu koristiti ove podatke kako bi pobliže odredili idealno stanje predmeta. Voditelji zbirki se pak nastalom dokumentacijom mogu koristiti kako bi što bolje odredili najpovoljnije uvjete čuvanja i rukovanja za neki predmet. Drugi voditelji zbirki, te istraživači pak koriste ove informacije u svrhu osmišljavanja novih izložbenih projekata, te da bi se bolje upoznali s kulturno estetskim motivima, kao i tehničkim osobenostima objekta.

## Upravljanje rizicima
Podrobniji članak na tu temu  Hitno reagiranje u muzejskom okruženju
Identifikacija rizika značajan je činitelj pri zbrinjavanju neke muzejske zbirke. Izrada detaljnih i jasnih planova za djelovanje u rizičnim situacijama te integralna zaštita od štetnika poboljšavaju sposobnost muzeja da minimizira cjelokupnu opasnost po vlastite zbirke.

## Izlučivanje iz zbirke
Kod izlučenja pojedinog predmeta iz zbirki muzeja cjelokupni ovaj proces mora biti jasno i temeljito dokumentiran. Treba jasno odrediti vrijednost predmeta, razloge za i protiv izlučenja, te način na koji će spomenuto biti provedeno - privatnom prodajom, aukcijom, donacijom drugom muzeju, itd. Pismeni dokumenti vezani za ulaz predmeta u zbirke kao i oni vezani uz izlučenje također moraju biti trajni dio muzejske dokumentacije. Ovo je neophodno kako bi se muzej zaštitio od eventualnih negativnih posljedica izlučenja predmeta iz zbirke.

## Dokumentiranje djela suvremene umjetnosti
Dokumentiranje suvremene umjetnosti zahtijeva, u odnosu na klasične muzejske predmete, nešto drugačiji, netradicionalistički orijentiran pristup. Zbog činjenice da umjetnici koriste sve efemernije materijale, te instalacije i digitalne sadržaje kako bi ostvarili svoj kreativni izraz, pojavio se i novi ovome prilagođen pristup dokumentiranja spomenutih djela.
"Tradicionalno se dokumentiranje umjetničkih djela koncentriralo na materijalnost i autentičnost kao temeljne pojmove. Materijal je nepobitno važan čimbenik u načinu na koji gledamo i razumijevamo umjetnička djela. Praktično će znanje zajedno s familijarnošću s različitim medijima dati voditelju dokumentacije sposobnost da preciznije odredi parametre pohrane, potiče brigu o zbirkama, te izradi smjernice za izlaganje djela - no konceptualna jezgra i dalje je bit rada. Novi izazov je stoga kako efektivno dokumentirati djelo konceptualne umjetnosti." Nove strategije za obuhvaćanje konceptualne srži djela suvremene umjetnosti uključuju i bilježenje percepcije samog djela, dokumentiranje upitnika za umjetnike osobno, kao i intervjua koji će dati dodatni uvid u namjere i filozofiju vezane uz nastanak, dok će video snimanjem biti fiksiran proces instaliranja i deinstaliranja samog djela.

## Katalogizacijski standardi
Vezanost za katalogizacijske standarde od velike je važnosti kod stvaranja i održavanja dokumentacije kulturne baštine, prije svega zbog neophodne uniformnosti i dostupnosti. "Standardi ne samo da promiču konzistentno bilježenje informacija već su od temeljne važnosti i za njeno učinkovito ponovno pronalaženje. Oni promoviraju razmjenu podataka, poboljšavaju upravljanje sadržajem te smanjuju suvišne napore. Vremenom akumuliranjem konzistentne dokumentacije dolazi do povećanja dostupnosti sadržaja i maksimiziranja rezultata istraživanja. Na kraju, uniformna će dokumentacija poticati razvoj informacija o baštini koje će pak uvelike poboljšati istraživanja i poučavanje u području umjetnosti i humanističkih znanosti." Standardi pak mogu utjecati i na označavanje i mjerenje predmeta, kao i na metode unošenja podataka poput biranja kategorija informacije koje uključuju i metapodatke, kao i riječi koje se koriste (tezaurusi) uključujući i sam format podataka.

### Označavanje predmeta
Označavanje predmeta (najčešće s brojem iz knjige inventara) je integralni dio procesa katalogizacije, koji pak također uključuje i standardizirane postupke izmjere, fotografiranja i ispitivanja stanja objekta. Označavanja predmeta brojem pod kojim je ušao u zbirku (ili privremenim brojem ako se ne radi o trajnom ulasku u zbirke) način je identifikacije predmeta kao i njegovog vezanja uz nastalu dokumentaciju.
U svrhu diferencijacije predmeta u zbirkama, kao i razlikovanja istih obzirom na pripadajuću zbirku, i u svrhu osiguranja pristupa dokumentaciji o objektu koriste se sustavno osmišljene sheme, a svaki jedinstveni broj se bilo ispisuje na predmet na primjeren način, bilo ga se na neki drugi način pridružuje predmetu.
Brojni su načini tehničke provedbe spomenutih postupaka. Zavisno o vrsti predmeta i željenih osobina oznake, neki od korištenih metoda su: etikete od papira arhivske kvalitete i broj ispisan olovkom, broj ispisan na barijeru od bezbojnog lako uklonivog laka ili boje, te tušem ispisan broj, naljepljene etikete prišivene na platnenu traku, Reemay ili Tyvek etikete, natpis mekom olovkom direktno na predmetu (ovo se koristi za umjetnine na papiru, uključujući fotografije), te eventualno bar kod.

### Kategorije
Drugi način kontrole nad informacijama vezanim za zbirke u svrhu promoviranja dostupnosti istih je korištenje standardnih formata propisanih podatkovnih elemenata kao i preferirane terminologije propisane za opisivanje djela likovne umjetnosti, arhitekture, te drugih kulturalnih artefakata, kao i njihovih slika. Postoje brojni naputci za determinaciju neophodnih deskriptivnih informacija, te načina kako formatirati ove podatke kako bi bili što lakše dostupni — Categories for the Description of Works of Art (CDWA), Cataloging Cultural Objects (CCO), itd. Postoje i drugi popisi i tezaurusi dostupni voditelju dokumentacije. Američki Getty Research Institute stvorio je obimne i temeljite vokabulare, uključujući The Art and Architecture Thesaurus (AAT), The Getty Thesaurus of Geographic Names (TGN), The Cultural Objects Name Authority (CONA), te The Union List of Artist Names (ULAN). Drugi također vrijedni alati koji mogu biti korisni pri vođenju dokumentacije kulturne baštine su američki CAMEO i Lexicon Project, koji su rezultat suradnje profesionalaca koji rade u spomenutom području, u ovim slučajevima posvećenih opisivanju i identifikaciji materijala od kojih objekt jest kao i onih koji se koriste u konzerviranju, restauriranju spomenutih objekata.

## Sustavi upravljanja dokumentacijom
U svrhu efektivnog upravljanja dokumentacijom potrebnom za brigu o zbirkama neophodna su sustavna rješenja. Rani oblik ove dokumentacije bile su tkz. muzejske kartice koje su pohranjivane u pripadajuće im ladice. Nakon što su osobna računala postala neophodna za dokumentiranje kulturne baštine, pojavili su se tehnološki napredni sustavi koji omogućuju potpunu kontrolu zbirki, kao i sve moguće aspekte ove kontrole. 

### CMS
U SAD je uobičajena primjena Collections Management Systema (CMS), i to u muzejima svih veličina i specijalnosti. Radi se o bazi podataka koja omogućuje praćenje svih parametara vezanih uz objekt, poput smještaja, pripreme izložbenih lista, izrade formulara (za osiguranje, transport, posudbe), organizacije konzervatorsko restauratorskih radova, izradu publikacija, organizaciju izložbi, pristup informacijama o porijeklu predmeta kao i pristup dokumentima kreiranim od voditelja zbirke kojoj predmet pripada. Svi stariji podaci skeniraju se i također su dio ove baze podataka, iako se papirna dokumentacija i dalje čuva u arhivske svrhe. Također dio ovih podataka dostupan je javnosti putem interneta.

### DAMS
Drugi sustav u uporabi u SAD je Digital Asset Management System (DAMS). DAMS je digitalna arhiva koja čuva izvorne podatke (slike, zvuk, tekst) kao i metapodatke koji se koriste za opis spomenutih. Ovaj sustav spojiv je s CMS sustavom, te mu je u potpunosti kompatibilan.

## Čuvanje
Stvaranje dobrih, kvalitetno organiziranih zapisa j uspješan početak, ali očuvanje nastale dokumentacije za dobrobit budućih generacija također je od presudne važnosti. Neke od metoda čuvanja digitalnih i papirnatih dokumenata su sljedeće:

### Arhiv
Brojne institucije održavaju vlastite arhive za smještaj važnijih im dokumenata.

### Dupliciranje
Informacije muzejske dokumentacije često su duplicirane na više lokacija, kako bi se institucija dodatno osigurala od eventualnog gubitka podataka. Dupliciranje se vrši po dobro utvrđenom redoslijedu
te se informacije pohranjuju na odvojene sustave ili lokacije. Podaci mogu biti duplicirani i automatski na serveru sustava, ili ih se kopira na izdvojene hard diskove.
"Za trajniji backup, tkz. 'live storage' je svakako najpouzdanija metoda. Podaci se kontinuirano prepisuju i pohranjuju na više elektronskih ili fizičkih lokacija, osiguravajući na taj način degradaciju ili propast informacija koje se pohranjuju ,kako iste ne bi bile izgubljene zbog utjecaja starenja ili grešaka tehničke prirode."

### Prijenos podataka
Još jedna od strategija za osiguranje dugotrajne stabilnosti dgitalnih podataka je periodičko prenošenje podataka s jednog medija na drugi - obično se radi o prijenosu sa zastarjelog medija na suvremeniji i pouzdaniji medij.

## Dokumentiranje kulturne baštine u Republici Hrvatskoj

### Hrvatski restauratorski zavod
Hrvatski restauratorski zavod danas za dokumentiranje koristi sustav BREUH (Baza restauratorski evidentiranih umjetnina Hrvatske).

### Dokumentiranje kulturne baštine u muzejima
Prvi program za vođenje muzejske dokumentacije kod nas bio je engleski MODES, uporabu kojeg je 1989.  inicirao MDC.
Danas se u našim muzejima većinom koriste 2 programa za dokumentiranje baštine,to su M++ i S++. Nekoliko zagrebačkih muzeja koristi (ili je koristilo, Microlab - tvrtka koja je program razvila obustavila je rad na njemu - najvjerojatnije zbog slabe prodaje) program za dokumentiranje PROMUS (Muzej za umjetnost i obrt,Tehnički muzej,Etnografski muzej).

## Vanjske poveznice
- Milošević,S.  NOVI MODEL ELEKTRONIČKOGA DOKUMENTIRANJA I DUGOROČNOGA ČUVANJA PODATAKA U KONZERVATORSKORESTAURATORSKOJ DJELATNOSTI,doktorska teza
- ACORN (A COnservation Records Network) ,besplatno američko web bazirano radno okružje za dokumentiranje konzervatorsko restauratorskih zahvata
- Ante Vranković: Potemkinova sela našega muzeja
- Ante Vranković: Potemkinovi gradovi našega muzeja